# Завидовка (Рязанская область)
Завидовка — деревня в Михайловском районе Рязанской области России.

## История
Первые дома на территории Завидовки появились в первой половине XIX века.
Деревня возникла на территории Михайловского уезда Рязанской губернии. До 1924 года входила в состав Виленской волости Михайловского уезда.

## Население
| 1859 | 1897 | 1906 | 1929  | 2007 | 2010 |
| ---- | ---- | ---- | ----- | ---- | ---- |
| 441  | ↗702 | ↗793 | ↗1081 | ↘158 | ↗160 |

## География
Деревня находится на юго-востоке от Москвы на расстоянии 205 км.
Ближайший к деревне город — Михайлов — 23 км.
Рядом с Завидовкой расположены 4 деревни:
на северо-западе — Каморино
на юго-западе — Красная Звезда и Курлышево
на юго-востоке — Серебрянь и Горенка
Вблизи деревни находится небольшой пруд.

## Объекты
В 2013—2014 годах в Завидовке была построена небольшая церковь.
В начале Центральной улицы располагается кирпичное здание почты. Рядом с ним есть общедоступный таксофон.
В деревне имеются две торговые палатки, обеспечивающие жителей необходимыми товарами.
На территории деревни есть 3 колодца. На околице несколько трансформаторов, вырабатывающих энергию.

## Улицы
В деревне три улицы: Советская, Центральная, Крутовка.
Протяжённость заасфальтированной дороги составляет 1,664 км.

## Леса Завидовки
Завидовка со всех сторон окружена лесами — Малый лес, Большой лес, Хомут, Липов.